# パイルアップ
パイルアップ（pile up）とは、アマチュア無線で多数のアマチュア局から一斉に呼ばれる事である。
略してパイルともいう。アマチュア無線の醍醐味のひとつである。
CQ呼出しに対して同時に多くの局が応答する場合を指すことが多い。
事前にインターネットなど他の手段で運用情報が周知されている場合、
珍しい国・コールサイン（呼出符号）の局が交信している場合など、CQ呼出しの形態を採らなくてもパイルアップになることがある。
パイルアップを受けることは、自局の発する電波が広範囲に到達している、自局が珍しい地域で運用している、自局の存在が広く知られているなどの要因が考えられ、
アマチュア局にとっては一つの名誉といえる。
またコンテストでは定められた時間内に多くの交信数をこなすことが要求されるため、通常の交信よりも激しいパイルアップになることが多い。
ただし、運用技術が稚拙なため一回の交信が冗長となり、呼出しの局数に対応できない場合もパイルアップになりうるため、パイルアップになったからと言って運用技術が優れているとは限らない。
総務省令無線局運用規則第20条には、呼出しを
1. 相手局の呼出符号 3回以下
2. こちらは（電信においてはDE）
3. 自局の呼出符号 3回以下

の形式で行うことになっている。しかし周波数帯や電波伝播の状況によっては、この方法では冗長すぎて非効率的になったり、他局に対する妨害となったりすることがある。したがって、予想される電波伝播の状況でパイルアップが起こらない周波数帯（到達距離が短い、運用している局数が少ない等）を除いては、自局の呼出符号を1回のみで応答することが慣例となっている。これを守らない局はモラルが悪いと指摘されることがある。
例えば、50MHz帯では異常伝播により突然に遠距離の局と通信ができる場合があり、電波伝播の状況が急変することが多い。そのような状況では短時間に交信を済ませる必要があるため、パイルアップでは呼出しを極力短くすることが推奨される。